# Reil (orgelmakerij)
Orgelmakerij Reil B.V. is een Nederlandse orgelmakerij, gevestigd in de Gelderse plaats Heerde.

## Geschiedenis
Johann Reil (1907-1960), geboren in München (Duitsland), begon in 1934 in Rotterdam een eigen bedrijf onder de naam Eerste Nederlandsche Orgelonderdeelen Fabriek. In 1937 verhuisde het bedrijf naar Heerde en in 1938 maakte hij het eerste pijporgel. Na het overlijden van Johann Reil in 1960 werd het bedrijf voortgezet door zijn zoons Han Reil (Johan Ludwig, Heerde, 1939-2024) en Albert (Wicher Albertus, Heerde, 1942-2001) onder de naam Gebroeders Reil.
Na kennismaking met de Nederlandse organist en orgelkundige Klaas Bolt (1927-1990) werden vanaf de jaren zeventig orgels gebouwd volgens een ander concept. Ze keerden terug naar de orgelbouw uit de 17e en 18e eeuw. Kerkorgels in Scheveningen en Uithuizen kwamen nog uit de overgangsperiode, orgels in Ermelo en Tzum zijn voorbeeld van hun vernieuwde inzichten. resulterend in het orgel in Dieren. Ook werden meer dan veertig huisorgels gemaakt. Naast nieuwbouw voert het bedrijf ook onderhoud, restauraties en verbouwingen van bestaande orgels uit.
Hans Reil, een zoon van Han, trad in 1993 na een studie werktuigbouwkunde aan de Universiteit Twente toe tot het bedrijf. In 1995 werd orgelbouwerij Ernst Leeflang in Apeldoorn overgenomen. Na het overlijden van Albert Reil in 2001 werd het bedrijf door Hans Reil, de derde generatie Reil, voortgezet; Han bleef er tot zijn dood bij betrokken. In 2023 werd Bakker & Timmenga te Leeuwarden overgenomen.

## Orgels (selectie)
| Jaar | Plaats              | Kerk                                     | Afbeelding | Opmerkingen                                                                                  |
| ---- | ------------------- | ---------------------------------------- | ---------- | -------------------------------------------------------------------------------------------- |
| 1949 | Drachten            | Noorderkerk                              |            | In 1978 door Pels & Van Leeuwen gebruikt voor nieuw orgel.                                   |
| 1959 | Heerenveen          | Kruiskerk                                |            | In 2012 verplaatst naar Trinitas                                                             |
| 1960 | 't Harde            | Maranathakerk                            |            | In 2008 is het pijpwerk gebruikt voor een orgel voor de Hersteld Hervormde kerk in Harskamp. |
| 1962 | Dokkum              | Oosterkerk                               |            |                                                                                              |
| 1963 | 's-Hertogenbosch    | Gereformeerde Kerk Vrijgemaakt           |            | In 2002 overgeplaatst naar de Maria Geboortekerk.                                            |
| 1964 | Hijum               | Bethelkerk                               |            |                                                                                              |
| 1965 | Hoogeveen           | Goede Herderkerk                         |            |                                                                                              |
| 1969 | Wirdum, Nedersaksen | Kerk van Wirdum                          |            |                                                                                              |
| 1969 | Twijzel             | Gereformeerde kerk, Optwizel 64.         |            |                                                                                              |
| 1969 | Haamstede           | Pelgrimskerk                             |            |                                                                                              |
| 1970 | Dieren              | Ontmoetingskerk                          |            |                                                                                              |
| 1970 | Schoonebeek         | Dorpskerk                                |            |                                                                                              |
| 1973 | Scheveningen        | Prinses Julianakerk                      |            | Kopie Schnitger-orgel Uithuizen (1701).                                                      |
| 1976 | Hattem              | Emmauskerk                               |            |                                                                                              |
| 1976 | Heerenveen          | Fonteinkerk                              |            |                                                                                              |
| 1979 | Appelscha           | Gereformeerde kerk                       |            | In 2016 overgeplaatst naar de Hervormde kerk.                                                |
| 1981 | Ermelo              | Immanuelkerk                             |            | Kopie Steevens/Hinsz-orgel in Tzum.                                                          |
| 1980 | Olterterp           | Sint-Hippolytuskerk                      |            | In 2002 in de kerk geplaatst, afkomstig van particulier in Egmond aan Zee.                   |
| 1983 | Leek                | Nederlandse Gereformeerde kerk           |            |                                                                                              |
| 1985 | Wenen               | Augustijnenkerk                          |            | Bach-orgel                                                                                   |
| 1990 | Lekkerkerk          | Johanneskerk                             |            | Schölgens en Van den Haspelorgel                                                             |
| 1992 | Statzendorf         | Pfarrkirche                              |            |                                                                                              |
| 1994 | Villach             | Evangelische Kerk in Stadtpark           |            |                                                                                              |
| 1994 | Hamburg-Eimsbüttel  | Hochschule für Musik und Theater Hamburg |            |                                                                                              |
| 1997 | Joure               | De Oerdracht                             |            | Vervanging van een Reil-orgel uit 1968.                                                      |
| 1997 | Tokio               | Kanda Christ Church                      |            |                                                                                              |
| 2003 | Apeldoorn           | Jachtlaankerk                            |            |                                                                                              |
| 2009 | Rosenheim           | Stadtpfarrkirche St. Nikolaus            |            |                                                                                              |
| 2014 | Bodegraven          | Bethelkerk                               |            |                                                                                              |
| 2016 | Lier                | Sylling Kirke                            |            |                                                                                              |